# États provinciaux (Provinces-Unies)
Pour les articles homonymes, voir États provinciaux.
Les États provinciaux étaient l'appareil exécutif et représentatif politique de chacune des sept provinces de la république des Provinces-Unies de la fin du XVIe siècle jusqu'à l'invasion française de 1795. Héritiers des coutumes médiévales et des États provinciaux sous le règne des Bourguignons puis des Habsbourg (Dix-Sept Provinces) qui partageaient leur souveraineté avec les souverains, aux XVIe et XVIIe siècles, les différents États provinciaux néerlandais vont peu à peu se mettre en place. Chacun des États avait sa propre constitution, ce qui rendait ces institutions sensiblement différentes d'une province à l'autre.
Chacun de ces États devait envoyer une délégation aux États généraux des Provinces-Unies.

## Liste des États provinciaux
- États de Frise
- États de Groningue (officiellement Stad en Land)
- États de Gueldre
- États de Hollande et de Frise-Occidentale
- États d'Overijssel
- États d'Utrecht
- États de Zélande